# لويس سوموزا ديبايل
لويس أناستاسيو سوموزا ديبايل (بالإسبانية: Luis Somoza Debayle)‏ (18 نوفمبر 1922 - 13 أبريل 1967)، هو الرئيس السادس والعشرون لجمهورية نيكاراغوا من 21 سبتمبر 1956 إلى 1 مايو 1963. كان ديكتاتورًا فعليًا للبلاد من عام 1956 حتى وفاته.